# Université du Dakota du Nord
L'université du Dakota du Nord (en anglais : University of North Dakota) est une université publique située à Grand Forks, dans l'État américain du Dakota du Nord. Elle a été fondée par l'Assemblée du Territoire du Dakota en 1883, six ans avant la fondation du Dakota du Nord en tant qu'État. L'UND est la plus ancienne et la plus grande université de l'État ; elle comptait plus de 14 000 étudiants en 2007,.
À sa fondation, l'UND était majoritairement orientée vers les liberal arts ; aujourd'hui, son offre d'enseignement s'étend à un grand nombre de programmes professionnels et spécialisés, parmi lesquels les seules écoles de droit et de médecine du Dakota du Nord. L'UND est aussi connue pour la John D. Odegard School of Aerospace Sciences, qui entraîne les pilotes d'avion venus du monde entier. L'université fait partie des space grant colleges des États-Unis.
À peu près la moitié des étudiants est originaire du Dakota du Nord ; le reste vient du reste des États-Unis ou d'autres pays. L'UND est le deuxième plus grand employeur du Dakota du Nord après l'Air Force ; elle génère plus d'un milliard de dollars à l'échelle du Dakota du Nord et de ses environs. Depuis les années 2000 l'UND a renforcé ses programmes de recherche ; elle se spécialise particulièrement dans la santé, la nutrition, l'énergie, la protection de l'environnement, l'aérospatiale et l'ingénierie. Plusieurs instituts de recherche sont situés sur le campus de l'UND, parmi lesquels l'Energy and Environmental Research Center, l'University of North Dakota School of Medicine and Health Sciences et l'Human Nutrition Research Center géré par le département de l'Agriculture,.
Les équipes de l'UND étaient appelées « Fighting Sioux » mais ce surnom est actuellement en suspens en conformité avec la politique de la NCAA d'éviter l'utilisation de surnoms amérindiens. L'équipe masculine de hockey, qui joue dans la Ralph Engelstad Arena, a remporté plusieurs championnats nationaux, et participe à la Division I de la NCAA.

## Histoire

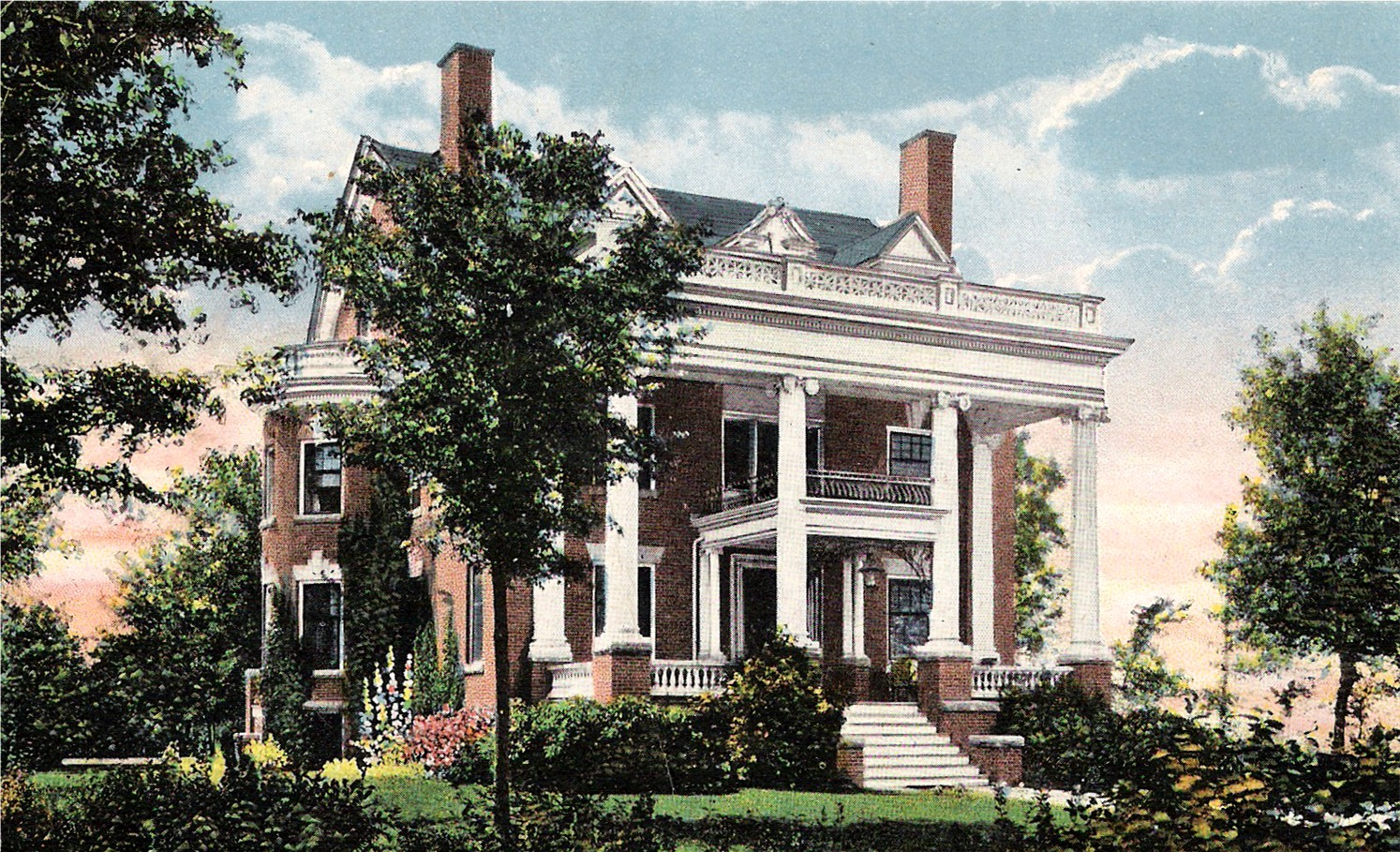
La President's Mansion.

### Fondation
L'UND a été fondée en 1883, soit six ans avant que le Dakota du Nord ne devienne un État. George H. Walsh, un habitant de Grand Forks, proposa un décret à la Législature du Territoire du Dakota visant à localiser l'université du futur État à Grand Forks.
Les premiers cours eurent lieu le 8 septembre 1884. Le premier bâtiment édifié, Old Main, comprenait toutes les salles de cours, des bureaux, des dortoirs et une bibliothèque. Dans les années 1880, l'UND ne s'étendait que sur quelques acres, entourés par des fermes et des champs. À cette époque le campus se trouvait à un peu plus de trois kilomètres à l'ouest de Grand Forks. Les étudiants qui n'y résidaient pas devaient donc prendre l'omnibus Black Maria pour gagner l'université depuis le centre-ville.

### LeXXesiècle

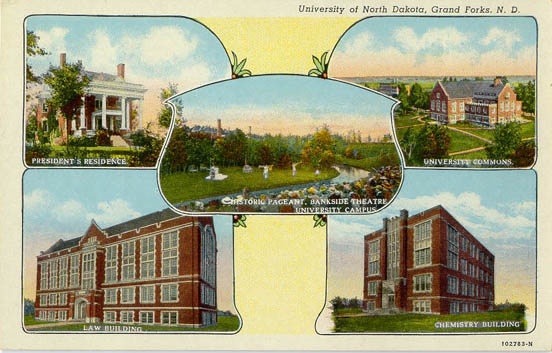
Photographie du campus au début du XXe siècle.

Progressivement, d'autres bâtiments furent édifiés sur le campus, et les liens avec la ville furent améliorés grâce à un système de trolley. Le développement de l'université subit néanmoins plusieurs interruptions. En 1918, l'UND fut l'institution la plus sévèrement touchée par une épidémie de grippe qui fit 1 400 victimes dans le Dakota du Nord. Plus tard cette même année, les cours furent suspendus afin de transformer le campus en base de l'armée dans le cadre de la Première Guerre mondiale. Durant la Grande Dépression, l'UND hébergea gratuitement les étudiants acceptant en retour d'accomplir des travaux manuels sur le campus. Ils étaient logés à un endroit qui fut informellement appelé Camp Depression et qui comprenait des cambooses, c'est-à-dire des wagons de train désaffectés servant habituellement d'abri au personnel. Chacune d'entre elles accueillait huit étudiants. On leur attribuait gratuitement les restes au réfectoire et ils pouvaient profiter de la générosité d'un certain nombre d'habitants de Grand Forks.
Après la Seconde Guerre mondiale, les inscriptions augmentèrent rapidement et l'université regroupa plus de 3 000 étudiants. Cette hausse entraîna la construction de nouveaux hébergements sur le campus ; de nouveaux édifices étaient également nécessaires pour les cours. Dans les années 1950 l'équipe North Dakota Fighting Sioux men's ice hockey se développa. Dans les années 1960 et 1970, de nombreuses manifestations eurent lieu à l'UND ; la plus importante eut lieu en mai 1970, lorsque plus de 1 500 étudiants protestèrent à la suite de la fusillade de Kent State University. En 1975, l'université reçut 8 500 inscriptions. Cette période vit aussi la fondation de la John D. Odegard School of Aerospace Sciences. Dans les deux décennies suivantes, l'université continua à s’agrandir ; toutefois, les importantes inondations de la Rivière Rouge en 1997 causèrent des dégâts au campus et entraînèrent l'annulation du reste de l'année universitaire.

### XXIesiècle
Le début du XXIe siècle est marqué par l'ouverture de nouvelles installations sportives importantes : la Ralph Engelstad Arena pour le hockey et l'Alerus Center pour le football ont ouvert en 2001. D'importants travaux de réfection et de construction ont eu lieu sur le campus. L'université envisage de déplacer son programme athlétique en Division I. L'UND est confrontée au problème de la diminution du nombre d'étudiants potentiels dans le Dakota du Nord et cherche à accroître ses sources de financement extérieures.

## Le campus

Carte de l'université du Dakota du Nord.

### Campus principal
Le campus principal de l'Université du Dakota du Nord se trouve dans le centre de Grand Forks, sur University Avenue. Il comprend 223 édifices (2,22 km2). Il s'étend sur approximativement 2,5 km d'est en ouest et est traversé du nord au sud par l'English Coulee. Il est bordé à l'ouest par l'Interstate 29, à l'est par University Park, au sud par les infrastructures ferroviaires de Grand Forks et au nord par Gateway Dirve, une portion de l'U.S. Route 2. Les parties centrale et est du campus sont les plus anciennes, tandis que les parties nord et ouest sont plus récentes.

#### La partie centrale et la partie est

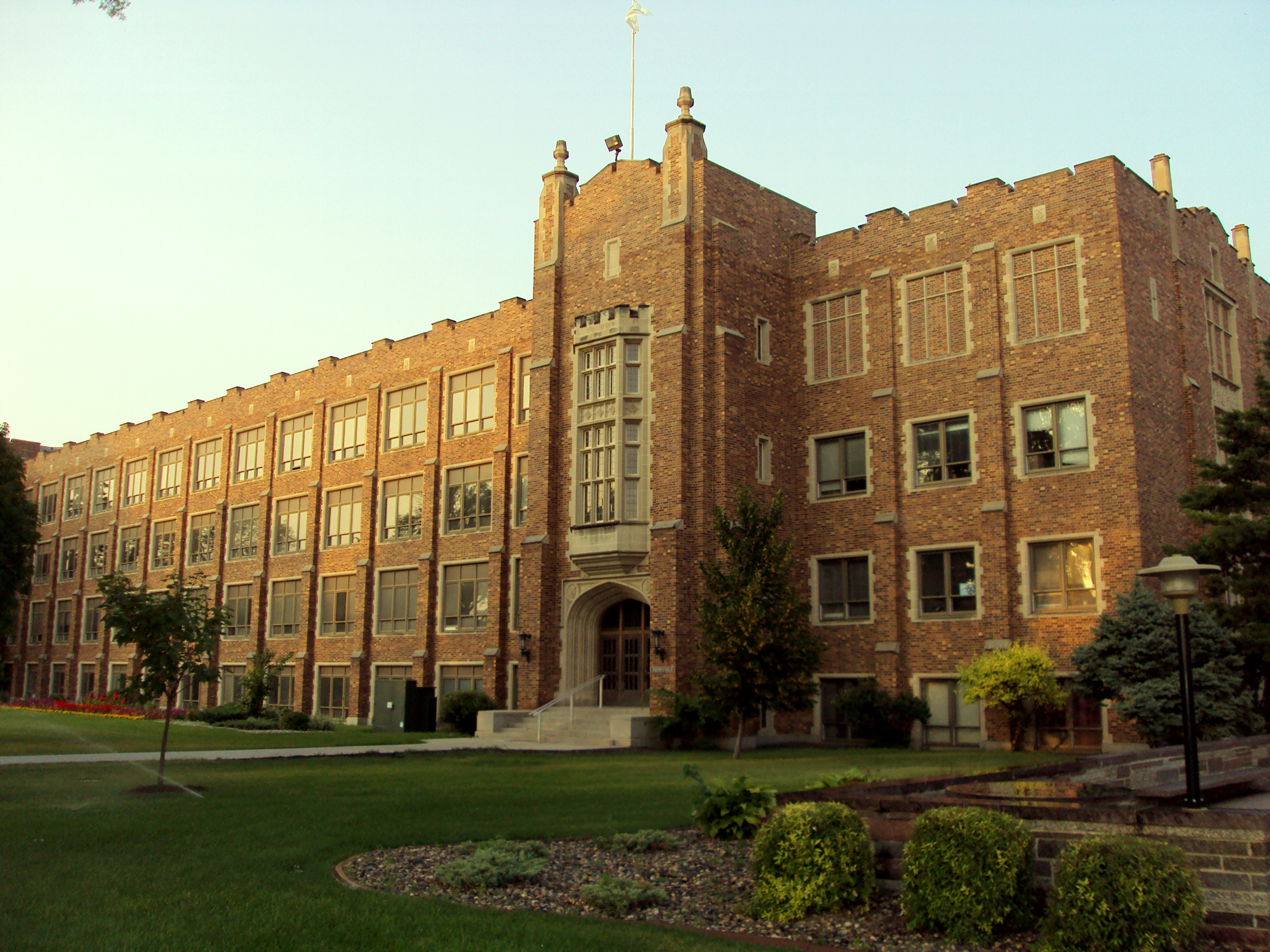
Le Merrifield Hall.

La partie centrale du campus est son centre historique, on y trouve les bâtiments anciens et la plupart des bâtiments universitaires proprement dits. Au cœur du campus se tient la Chester Fritz Library, la plus grande bibliothèque de l'État. Sa tour de 25 m de haut est un repère familier sur University Avenue. Derrière la bibliothèque se trouve le mall central du campus, organisé à la manière d'un parc et ponctué de statues ; c'est l'un des endroits privilégiés des étudiants pour se retrouver et réviser. Le mall est bordé par des bâtiments historiques, parmi lesquels Merrifield Hall, Twamley Hall, Babcock Hall, Montgomery Hall, et l'ancienne Carnegie Library. L'emplacement du premier bâtiment à avoir été construit sur le campus, Old Main, est indiqué par l'actuelle Old Main Memorial Plaza et la Old Main Memorial Sphere. Parmi les autres édifices de la partie centrale du campus se trouvent l'École de droit, le North Dakota Museum of Art, Memorial Union, Gamble Hall, le J. Lloyd Stone Alumni Center, le Burtness Theatre et Chandler Hall, le plus ancien bâtiment encore présent sur le campus. L'English Coulee s'écoule près de la bordure ouest de la partie centrale du campus ; sur sa rive ouest se trouvent le Chester Fritz Auditorium et le Hughes Fine Arts Center. La 1907 Adelphi Fountain est elle aussi située près de la Coulee et est actuellement le nouveau Spiritual Center,.
Sur la bordure est de la partie centrale du campus se trouve le Memorial Stadium, l'ancienne Ralph Engelstad Arena et le Hyslop Auditorium. Ces édifices sont tous trois d'anciennes installations sportives aujourd'hui remplacées par des complexes situés à d'autres points du campus. La partie est du campus comprend le complexe de l'Energy and Environmental Research Center, le National Center for Hydrogen Technology et le Grand Forks Human Nutrition Research Center qui est géré par le département de l'Agriculture des États-Unis. Un parking de cinq étages se tient au coin de University Avenue et Columbia Road. Le campus comprend également, sur sa partie située la plus à l'est, University Park, un parc géré par le Grand Forks Park District.

#### Les parties nord et ouest

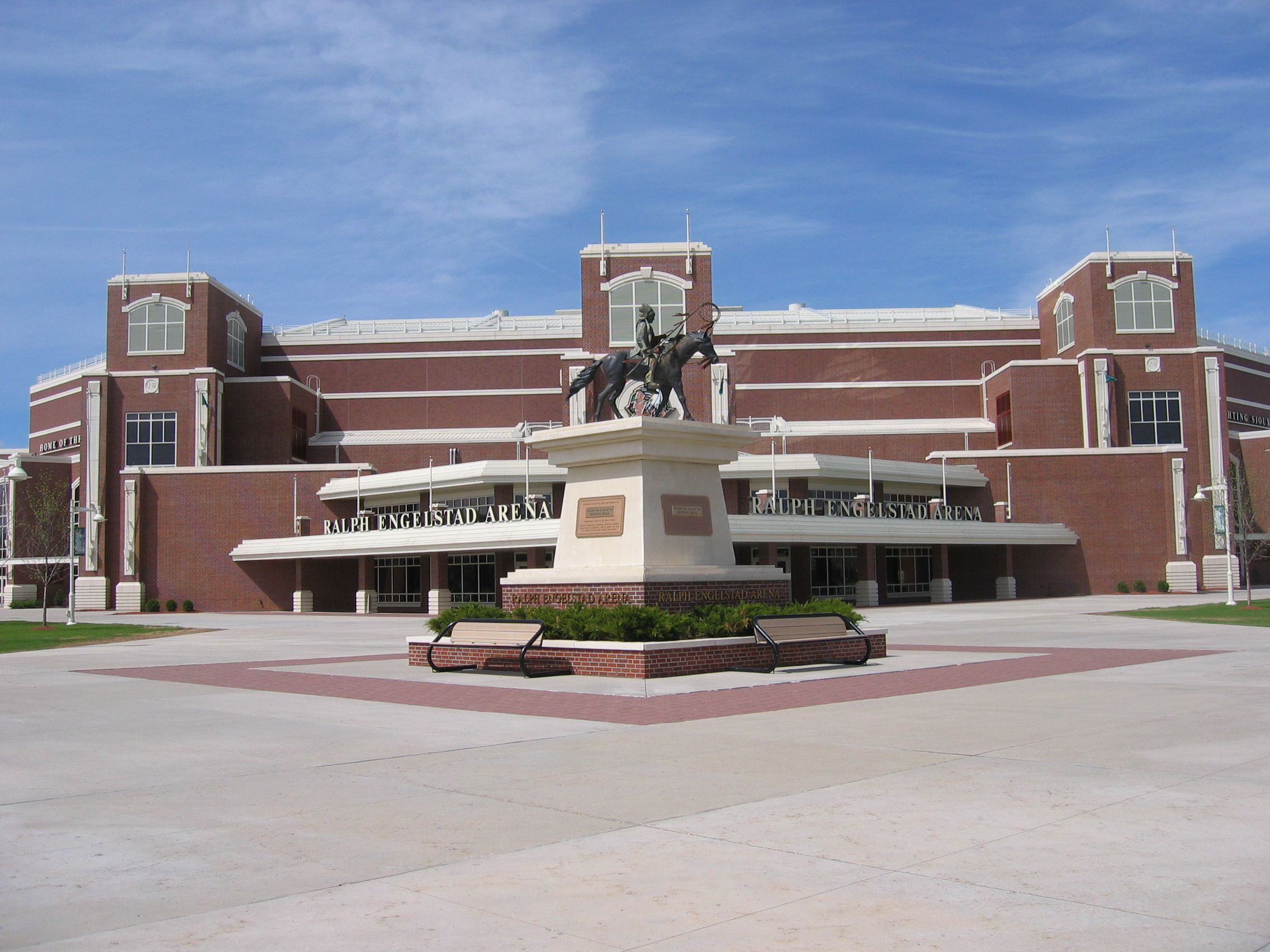
La Ralph Engelstad Arena.

Au nord de la partie centrale du campus, le long de Columbia Road, se trouve le complexe de l'école de médecine. Son bâtiment principal est l'ancien édifice du St. Michael's Hospital, construit en 1951 et depuis rénové. Le complexe comprend aussi le Biomedical Research Center et le Neuroscience Research Facility. Plus au nord se trouve une zone appelée University Village qui a été développée dans les années 2000 et accueille à présent des habitations et des services commerciaux. University Village comprend également la Ralph Engelstad Arena qui accueille l'équipe de hockey de l'UND. On y trouve aussi le Betty Engelstad Sioux Center, le nouveau centre du bien-être étudiant, la librairie de l'UND, des appartements et une clinique.

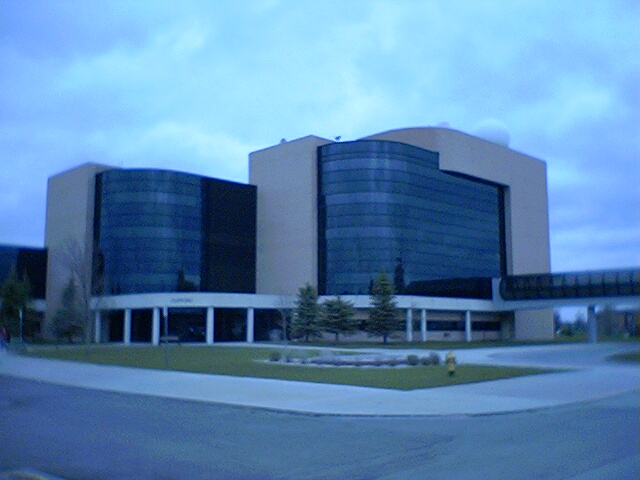
Clifford Hall.

La partie ouest du campus de l'UND étant plus récente, elle est marquée par l'architecture contemporaine. On y trouve la John D. Odegard School of Aerospace Sciences (à l'origine appelée Center for Aerospace Sciences ou CAS) qui comprend Odegard Hall, Clifford Hall, Ryan Hall, et Streibel Hall. Lui sont directement adjacents le Skalicky Business Incubator, le Ina Mae Rude Entrepreneur Center et un hôtel Hilton Garden Inn. S'y élevera dans le futur le Center of Excellence for Life Sciences and Technology. C'est également dans cette portion du campus que se situe la plupart des résidences et des appartements destinés aux étudiants.

### Autres installations
L'UND administre un petit campus comprenant plusieurs bâtiments à l'aéroport international de Grand Forks, où s'entraînent les étudiants en aéronautique. UND Aerospace dispose d'autres centres d'entraînement à Crookston, Duluth, Phoenix, Spokane et Williston. L'UND possède aussi le terrain de golf Ray Richards situé au sud de son campus principal. L'École de médecine gère plusieurs cliniques réparties dans le Dakota du Nord.

## Formation
L'UND comprend dix unités :

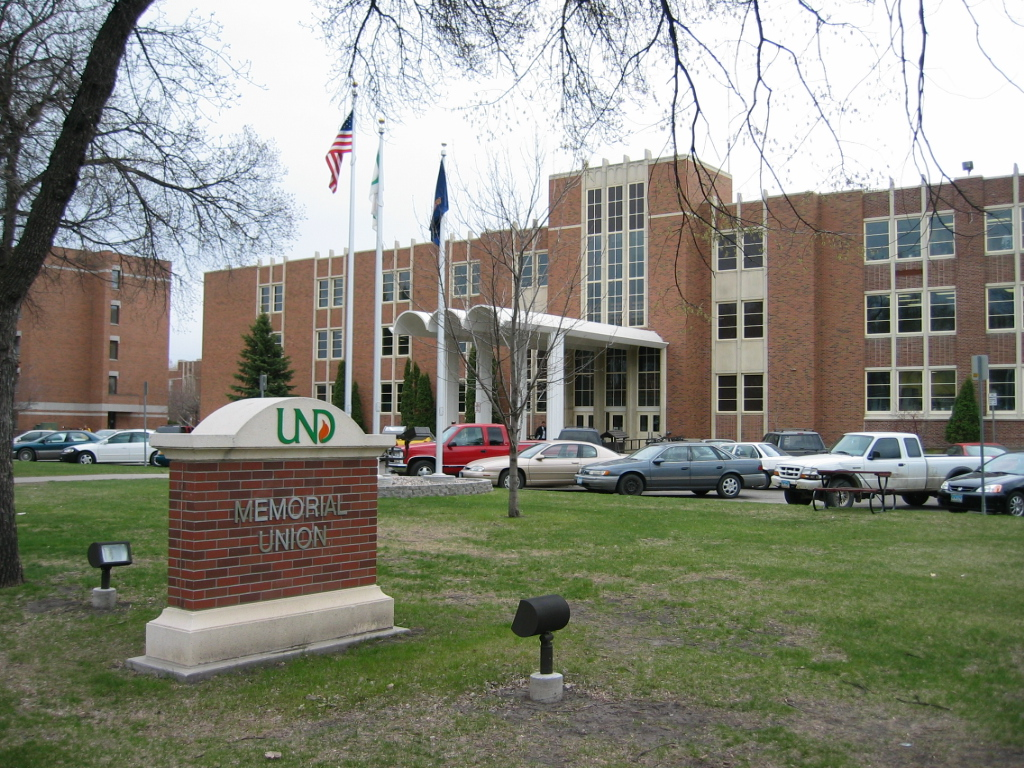
Le Memorial Union building.

- John D. Odegard School of Aerospace Sciences
- College of Arts and Sciences
- College of Business and Public Administration
- College of Education and Human Development
- School of Engineering and Mines
- Graduate School
- University of North Dakota School of Law
- University of North Dakota School of Medicine and Health Sciences
- College of Nursing
- Division of Continuing Education

L'UND propose une offre de formation comprenant 89 disciplines majeures et 63 disciplines mineures dans le cycle prégradué (undergraduate, 57 programmes de master, 23 programmes doctoraux, deux programmes professionnels et un programme de diplôme spécialisé en educational leadership. L'UND propose également un programme interdisciplinaire qui permet aux étudiants d'obtenir un diplôme dans virtuellement tous les domaines d'étude. Elle dispose aussi d'un système d'enseignement à distance comprenant des cours et des programmes permettant d'obtenir des diplômes. C'est l'une des 47 universités publiques des États-Unis qui dispose à la fois d'une école de médecine et d'une école de loi accréditées. La quasi-totalité des professeurs détiennent le plus haut diplôme possible dans leur profession et l'UND est totalement accréditée. Sur le campus, les salles de cours varient entre de petites salles d'une capacité moyenne de vingt étudiants à des amphithéâtres pouvant en accueillir plusieurs centaines. La plupart des points du campus sont équipée d'accès Wi-Fi. L'UND compte environ 1 000 ordinateurs destinés aux étudiants, répartis notamment dans les bibliothèques, à Memorial Union et dans plusieurs autres secteurs de cours

### Bibliothèques

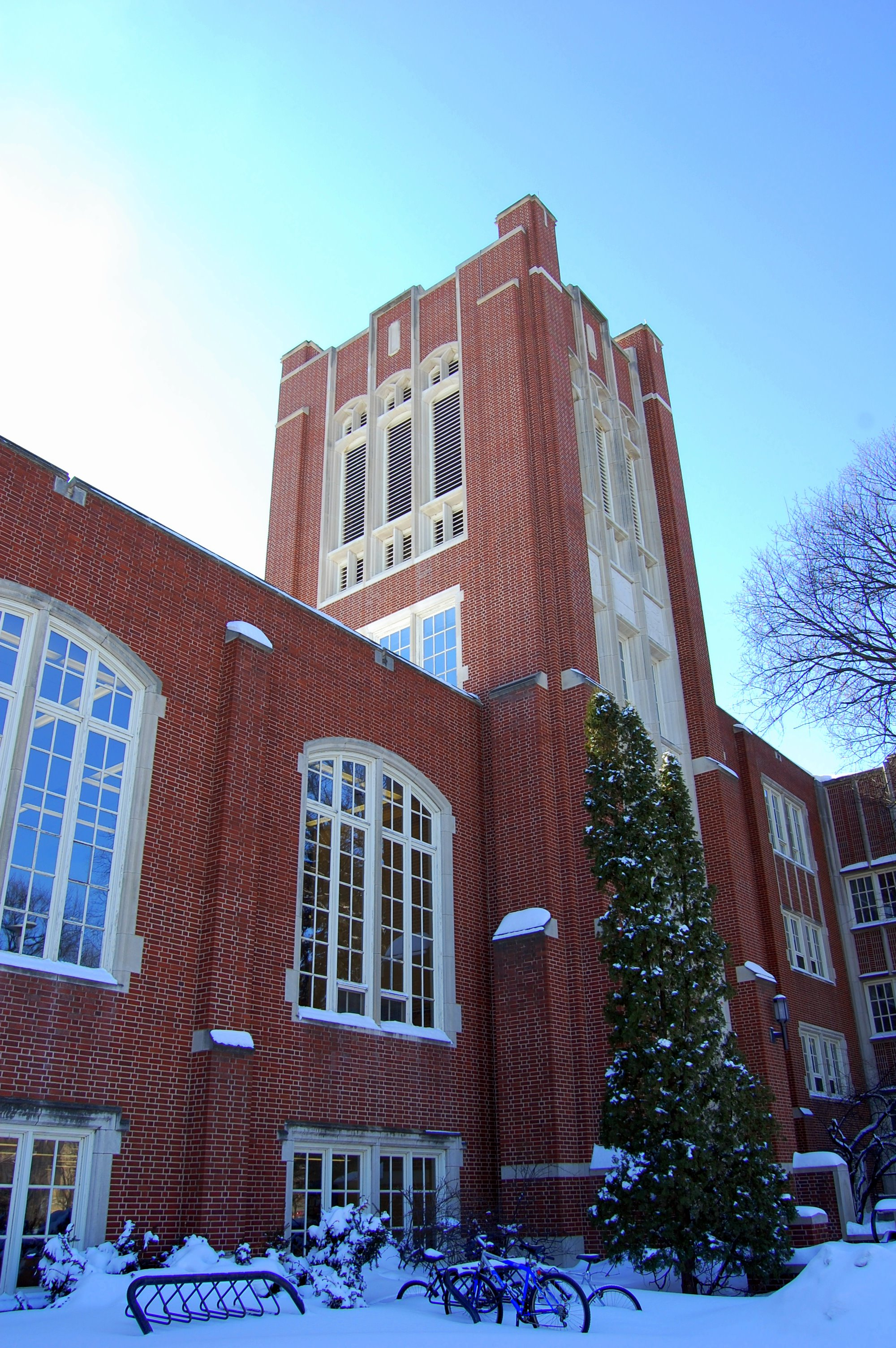
Chester Fritz Library

L'UND compte trois bibliothèques importantes qui, rassemblées, composent le plus grand système de bibliothèques de recherche dans l'État. La Chester Fritz Library est la plus grande bibliothèque du Dakota du Nord ; elle contient 1,4 million de volumes, environ 28 000 abonnements à des publications électroniques, et plus de 20 000 livres électroniques ; elle sert aussi de dépôt de brevets, de marques et de documents gouvernementaux. Le département des collections spéciales de l'UND est connu pour ses importantes ressources généalogiques, parmi lesquelles se trouvent des Bygdeboker norvégiens. Les antennes de la Chester Fritz Library sont l'Energy and Environmental Research Library, la F.D. Holland Geology Library et la Gordon Erickson Music Library. L'école de droit gère la Thormodsgard Law Library et l'école de médecine la Harley E. French Library of the Health Sciences.

### Division of Continuing Education
La Division of Continuing Education est un service d'enseignement à distance qui offre des programmes undergraduate en ingénierie chimique, civile, électronique et mécanique, en MBA, économie appliquée, educational leadership, psychologie forensique, travail social, administration publique et en infirmerie. Un programme doctoral en educational leadership existe ; il requiert une part de présence sur le campus.

## La recherche
L'UND est classée par la Fondation Carnegie comme une institution doctorale/de recherche intensive. Ce niveau d'activité de recherche est montré dans les statistiques de recherche qui, durant l'année fiscale 2006, comprenaient des programmes de bourse allant jusqu'à 94,3 millions de dollars, des dépenses de programmes parrainés allant jusqu'à 81,2 millions, et un portefeuille global de recherche qui comprenait 315 millions de dollars au total pour les comptes en cours et engagés. La recherche se spécialise en sciences de la santé, en nutrition, dans les secteurs de l'énergie, de la protection de l'environnement, dans l'aérospatiale et dans l'ingénierie. En tant que composant majeur du Red River Valley Research Corridor, l'UND gère de nombreuses unités de recherche parmi lesquelles le Energy and Environmental Research Center (Centre de recherche énergétique et environnementale), l'école de médecine, le Center for Rural Health (Centre pour la santé rurale), le Center for Innovation (Centre pour l'innovation), le Upper Midwest Aerospace Consortium, le Bureau of Governmental Affairs (Bureau des affaires gouvernementales), le Bureau of Educational Services and Applied Research (Bureau des services éducatifs et de la recherche appliquée) et le Social Science Research Institute (Institut de recherche en sciences sociales). L'Energy and Environmental Research Center, situé dans la partie est du campus, est l'une des institutions les plus avancées dans le domaine de la recherche d'énergies plus propres et plus efficaces ; elle gère plusieurs unités de recherche de l'UND, dont le National Center for Hydrogen Technology.
En mai 2006, des étudiants de l'UND ont rendu publique une nouvelle combinaison spatiale qu'ils ont développée en un an dans l'optique des éventuelles expéditions vers Mars. L'opération était effectuée sous le patronage de la NASA, qui l'a financée à hauteur de 100 000 $ et qui a testé la nouvelle combinaison dans les Badlands, dans l'ouest du Dakota du Nord. La combinaison pèse environ 21 kg et coûte seulement une partie des 22 millions nécessaires pour les autres combinaisons de la NASA.

### Relations internationales
L'université est membre de l’Université de l'Arctique. UArctic est un réseau international d’universités, d’instituts de recherche et d’organisations ayant pour but de promouvoir, coordonner et soutenir la recherche ainsi que l’éducation en régions arctiques.

## Vie étudiante

### Évolution démographique
Évolution démographique de la population universitaire
| 1890 | 1900 | 1910 | 1920  | 1930  | 1940  | 1950  | 1960  |
| ---- | ---- | ---- | ----- | ----- | ----- | ----- | ----- |
| 24   | 124  | 490  | 1 124 | 1 765 | 1 757 | 2 653 | 4 491 |

| 1970  | 1980   | 1990   | 2000   | 2010   | - | - | - |
| ----- | ------ | ------ | ------ | ------ | - | - | - |
| 8 129 | 10 217 | 11 885 | 11 031 | 14 194 | - | - | - |

### Corps étudiant

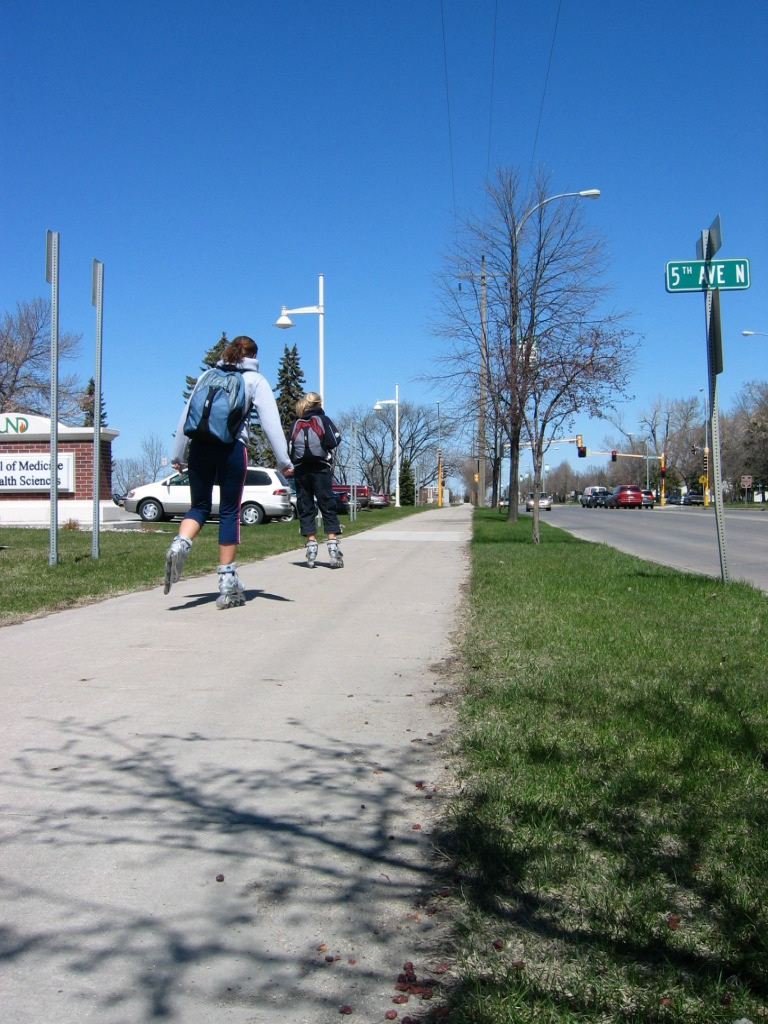
Des étudiants en rollers devant le bâtiment de l'école de médecine.

Plus de 13 000 étudiants suivent des cours sur le campus de l'UND chaque année. La moitié d'entre eux est originaire du Dakota du Nord ; l'autre vient du reste du pays et de plus de 50 pays étrangers. Les proportions d'hommes et de femmes dans le corps étudiant sont à peu près équivalentes. Les étudiants peuvent choisir de vivre dans ou en dehors du campus. Le campus compte 15 résidences universitaires et 800 appartements étudiants, ainsi que douze fraternités et six sororités. L'UND compte plus de 200 organisations étudiantes et un programme de sport intra-muros, RecSports. Le corps étudiant est représenté par le gouvernement étudiant (Student Government. Il est divisé en branches exécutive, législative et judiciaire. L'exécutif est dirigé par six membres s'occupant chacun d'un domaine différent. 23 étudiants composent la branche législative en tant que sénateurs ; ils représentent chacun un district universitaire et résidentiel. La branche judiciaire se compose de sept juges intervenant en cas de nécessité. En outre, l'amélioration de la vie universitaire est gérée par quatre comités permanents : l'University Programming Council (UPC, Conseil de programmation), le Student Activities Committee (SAC, Comité des activités étudiantes), le Multicultural Awareness Committee (MAC, Comité de sensibilisation à la multiculturalité) et le Board of Student Publications (BOSP, Commission des publications étudiantes). Cinq assistants administratifs s'occupent de toutes les branches du gouvernement étudiant.
InterVarsity Christian Fellowship, Campus Crusade for Christ, Fellowship of Christian Athletes et le Newman Center font partie des nombreux groupes chrétiens ou religieux présents sur le campus. La Dakota Space Society, affiliée à la School of Aerospace Sciences, la promet auprès de tous les étudiants.

### Fraternités étudiantes
Fraternités
- Pi Kappa Alpha, Delta Upsilon, Beta Theta Pi, Kappa Sigma, Sigma Nu, Sigma Chi, Sigma Alpha Epsilon, Sigma Phi Epsilon, Phi Delta Theta, Lambda Chi Alpha, Delta Tau Delta, Pi Kappa Phi, Alpha Tau Omega

Sororités
- Delta Gamma, Alpha Phi, Kappa Alpha Theta, Alpha Chi Omega, Pi Beta Phi, Gamma Phi Beta

### Culture
Le North Dakota Museum of Art, le musée d'art officiel du Dakota du Nord, est situé au cœur du campus ; il propose des expositions tout au long de l'année. Au Burtness Theater et au Chester Fritz Auditorium ont régulièrement lieu des représentations théâtrales et des concerts,. La Ralph Engelstad Arena organise à l'occasion des évènements non sportifs, parmi lesquels des concerts ; l'Alerus Center, situé à proximité et géré par la municipalité, accueille plusieurs concerts chaque année, entre autres. Plus généralement, Grand Forks possède plusieurs théâtres et musées. Chaque année l'UND accueille la University of North Dakota Writers Conference, une semaine littéraire à laquelle participent des écrivains américains et étrangers. Truman Capote, Tennessee Williams, Eudora Welty, Tom Wolfe, Allen Ginsberg, Louise Erdrich, Chuck Klosterman, et Gary Snyder y ont participé ; ces conférences sont accompagnées d'un festival du cinéma.

### Média
Le Dakota Student est le journal étudiant de l'UND. Les étudiants et l'UND TV Center gèrent une émission de télévision en direct hebdomadaire, Westinghouse Studio One, qui est diffusée dans toute la région . Dimensions, une publication bi-annuelle, est consacrée à la vie de l'Université. The University Letter est le bulletin des professeurs et du personnel ; The Alumni Review est publiée par l'UND Alumni Association and Foundation. The North Dakota Quarterly, un journal littéraire, est publié par l'UND. The North Dakota Law Review est publiée par l'école de droit depuis 1924 ; elle sert de journal à la State Bar Association of North Dakota. L'UND possède deux stations de radio publiques, KUND-FM et KFJM. KFJM est historiquement l'une des premières stations de radio universitaires du pays et la deuxième station de radio la plus ancienne du Dakota du Nord. L'UND gère également deux chaînes de télévision du câble, l'une consacrée à l'information, l'autre au sport.

## Professeurs et étudiants célèbres

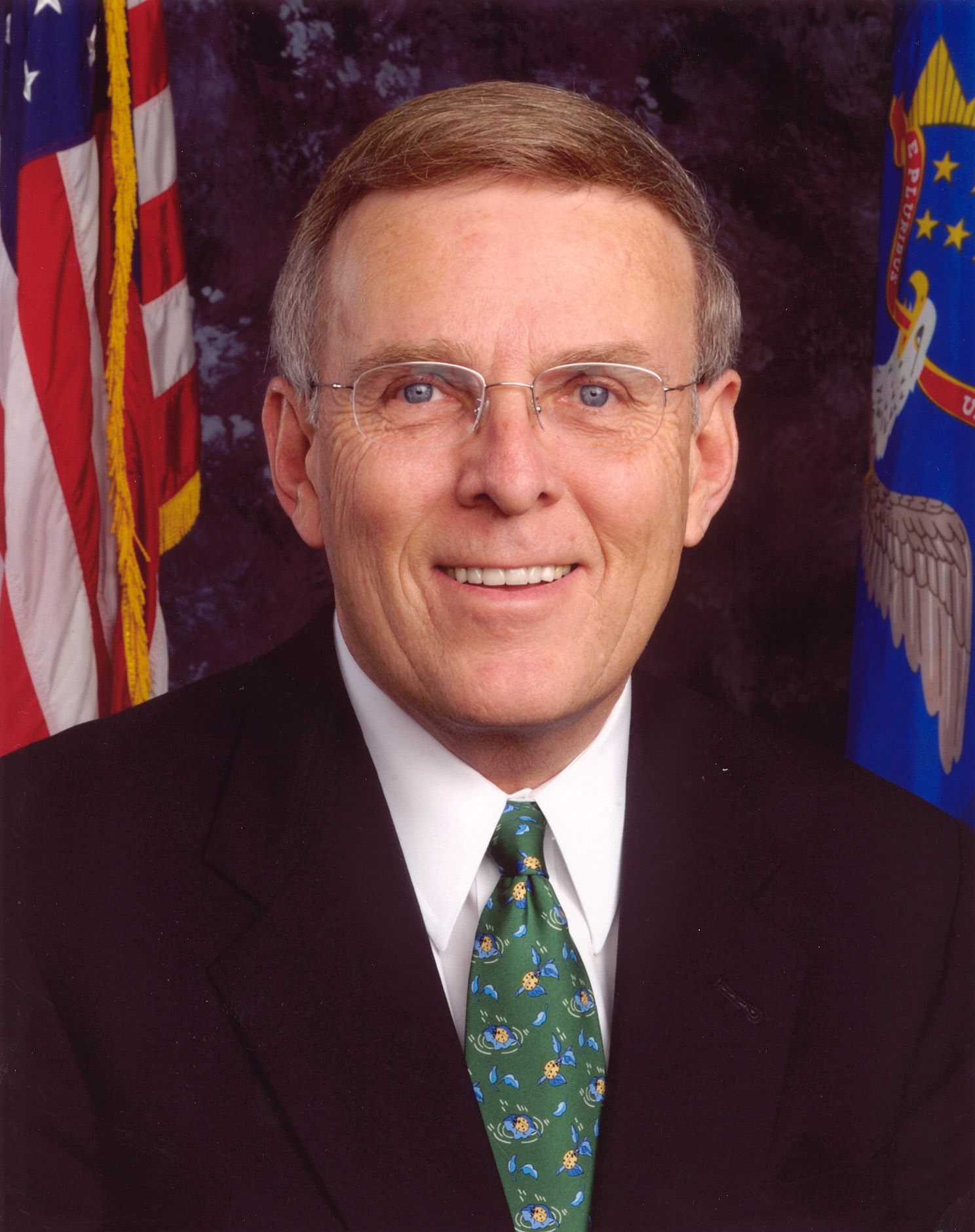
Sen. Byron Dorgan

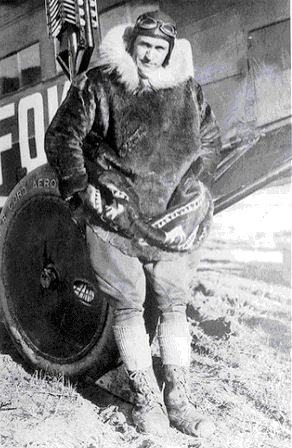
Carl Ben Eielson

Certains étudiants de l'UND sont devenus célèbres dans de nombreux domaines différents, parmi lesquels la politique, les affaires, les sciences, la littérature, les arts, le divertissement et les sports. Huit gouverneurs du Dakota du Nord y ont passé leurs études, dont Fred G. Aandahl, Louis B. Hanna, Lynn Frazier, William Langer, John Moses, Ragnvald A. Nestos, Allen I. Olson et Ed Schafer, qui a aussi été secrétaire de l'agriculture fédéral en 2008 et 2009. De nombreux sénateurs et représentants fédéraux du Dakota du Nord ont été diplômés à l'UND, dont le sénateur Byron Dorgan et le représentant Earl Pomeroy ; Dick Armey y a passé ses études. Ronald Davies, un ancien étudiant de l'UND et juge fédéral, est connu pour son rôle durant le mouvement des droits civiques. Ilhan Omar est la première femme d'origine somalienne élue (en 2016) à la Chambre des représentants de l’État du Minnesota, malgré l'importance de la communauté somalienne à Minneapolis.
Dans le monde des affaires, l'actuel président et CEO de Cargill, Gregory R. Page, le président et CEO de la chaîne de restaurants Buffalo Wild Wings Sally J. Smith, le CEO de Forum Communications, William C. Marcil, le philanthrope Ralph Engelstad, Lynn D. W. Luckow, Mark O. Stutrud et Wade Dokken ont étudié à l'UND, ou encore l'homme d'affaires et multimillionnaire Peter Nygård, fondateur de Nygård International, arrêté en décembre 2020 pour viols, trafic sexuel et traitre d'êtres humains.
Dans le domaine des sciences, Harry Nyquist qui a contribué à la théorie de l'information, l'aviateur Carl Ben Eielson, l'explorateur de l'Arctique Vilhjalmur Stefansson, l'ingénieur Russell Lefevre, l'astronaute Karen L. Nyberg et John H. Disher de la NASA, font partie des personnalités ayant étudié à l'UND.
Dans le domaine des lettres, d'anciens étudiants de l'UND ont acquis de la renommée : le dramaturge et écrivain Maxwell Anderson, le poète Thomas McGrath, l'essayiste et journaliste Chuck Klosterman et le romancier Jon Hassler, en font partie. Plusieurs diplômés sont devenus éditeurs d'importants magazines, parmi lesquels Carroll Eugene Simcox, Era Bell Thompson et Edward K. Thompson.
Dans le champ des arts et du divertissement, l'acteur Sam Anderson et Nicole Linkletter viennent de l'UND. Dans le domaine sportif, on peut citer l'entraîneur Phil Jackson, les joueurs de hockey  Dave Christian, Ed Belfour, Tony Hrkac, Jonathan Toews, entre autres, les joueurs de football Jim Kleinsasser et Weston Dressler (en).

## Source
- (en) Cet article est partiellement ou en totalité issu de l’article de Wikipédia en anglais intitulé « University of North Dakota » (voir la liste des auteurs).